# Dominic Cifarelli
Dominic Lucio Cifarelli (Montreal, 3 de agosto de 1979), mais conhecido apenas como Dominic Cifarelli, é um músico e multi-instrumentista canadense conhecido por ter sido letrista, guitarrista e co-fundador da extinta banda de metal alternativo, Pulse Ultra. 

## Biografia
Com 11 anos de idade, seus pais começaram a encorajá-lo a seguir os caminhos da música depois de terem visto que as aulas de piano de seu irmão, iam promissoras.[carece de fontes?]

## Pulse Ultra
Em 1997, Dominic e Jeff Feldman ambos amigos de infância, fundaram a banda de Post-Metal, Headspace que posteriormente se chamaria Pulse Ultra. A formação inicial da banda continha Maxx Zinno na bateria, Jeff Feldman no baixo elétrico, Dominic na guitarra e Claudio Dongarra nos vocais. Dois anos depois (1999) Lorenzo "Zo" Vizza entra na banda.
A música "Build Your Cages" foi incluída na trilha sonora do video game Need For Speed Hot Pursuit 2 levando a banda a considerável fama. Dominic se tornou grande amigo dos membros da banda Taproot, por terem se encontrado em diversas ocasiões em show undergrounds em Montreal.[carece de fontes?]
Dominic e a banda lançaram dois CDs, um sendo lançado independente, chamado "Into You" e um com o selo da Atlantic Records, Headspace. Ambos os discos não obtiveram vendas suficientes, tornando-se um dos fatores para o fim da banda, em 2004. Após a separação, Dominic iniciou um projeto chamado The Chronicles of Israfel, onde lançou  quatro álbuns: Starborn, Tome 1, A Trillion Lights, Tome II.

### Legado do Headspace
Até os dias de hoje, o álbum é tachado de um dos maiores da cena underground do metal. Os antigos jogadores do videogame Need For Speed Hot Pursuit 2 tendem a comentar sobre o quanto o álbum marcou a vida de cada um deles, principlamente o single, "Build Your Cages".

## The Chronicles of Israfel
Dominic montou uma gravadora com seu primo chamada de Bridge of Hands, que lançou material musical de seu irmão e de sua banda, The Chronicles of Israfel tendo posteriormente lançado dois álbuns de estúdio. 
Em 2008 tocou baixo na banda Scars on Broadway, durante 6 meses..

## Discografia

### The Chronicles of Israfel
- Starborn, Tome 1
- A Trillion Light, Tome II.[6]

### Pulse Ultra
- Into You
- Headspace (2006)